# ライブ245
ライブ245（ライブ・に・よん・ご）はボートレース大村・ボートレース若松の共同運営によって行われていた競艇（ボートレース）の専門チャンネルである。

## 概要
このチャンネルはスカパー!ch245（オーストラリア・ネットワークと共同利用）を使い、ボートレース大村の全レース、およびボートレース若松は大村と同一開催である場合は17時以後、単独開催の場合は全レースをそれぞれ中継していた。この番組に関してはスカパー加入者には無料で視聴することが出来た（ケーブルテレビでは対応が異なる）。2010年4月から2年間サービスを提供したが、2012年3月31日24時で「オーストラリア・ネットワーク」の放送サービスが廃止されたため、この「ライブ245」も終了となった。

## 閉局後の動向
Ch.245の閉局後は、Ch.530にて「ライブ530」を開局しハイビジョン放送してきた。
2017年3月31日までは、このチャンネルはスカパー!プレミアムサービス視聴者は無料放送だった（CATVは対応が異なる）。同年4月1日からは大村のみの中継となり、無料放送から有料放送に変更（月額324円）。
2018年3月31日をもって放送終了。